# 3-й округ департамента Приморская Сена
3-й избирательный округ департамента Приморская Сена включает города Ле-Пети-Кевийи, Соттевиль-ле-Руан, Сент-Этьен-дю-Рувре и часть города Руан, входящих в округ Руан. Общая численность избирателей, включенных в списки для голосования в 2012 г. — 69 260 чел.
Действующим депутатом Национального собрания по 3-му округу является Люс Пан (Luce Pane, Социалистическая партия).
|  | Начало срока      | Конец срока       | Депутат          | Партия                  |
|  | ----------------- | ----------------- | ---------------- | ----------------------- |
|  | 18 июня 2012 г.   | н/вр              | Люс Пан          | Социалистическая партия |
|  | 20 июня 2007 г.   | 17 июня 2012 г.   | Пьер Бургиньон   | Социалистическая партия |
|  | 19 июня 2002 г.   | 19 июня 2007 г.   | Пьер Бургиньон   | Социалистическая партия |
|  | 12 июня 1997 г.   | 18 июня 2002 г.   | Пьер Бургиньон   | Социалистическая партия |
|  | 02 апреля 1993 г. | 21 апреля 1997 г. | Мишель Грандпьер | Коммунистическая партия |
|  | 23 июня 1988 г.   | 01 апреля 1993 г. | Пьер Бургиньон   | Социалистическая партия |

## Результаты выборов
Выборы депутатов Национального собрания 2012 г.:
|                | Кандидат        | Партия                  | Первый тур | Первый тур     | Второй тур | Второй тур |
| Кол-во голосов | Кандидат        | Партия                  | % голосов  | Кол-во голосов | % голосов  |            |
| -------------- | --------------- | ----------------------- | ---------- | -------------- | ---------- | ---------- |
|                | Люс Пан         | Социалистическая партия | 14 870     | 40,48          | 19 813     | 100,00     |
|                | Юбер Вюльфран   | Левый фронт             | 9 036      | 24,60          |            |            |
|                | Жак Гайар       | Национальный фронт      | 6 495      | 17,68          |            |            |
|                | Брахим Шарафи   | Новый центр             | 1 418      | 3,86           |            |            |
|                | Жан-Пьер Ланкри | Партия зеленых          | 1 219      | 3,32           |            |            |
|                | Кристин Пупен   | Крайне левые            | 434        | 1,18           |            |            |
| Прочие         | Прочие          | Прочие                  |            | менее 1 %      |            |            |

Выборы депутатов Национального собрания 2007 г.:
|                | Кандидат         | Партия                    | Первый тур | Первый тур     | Второй тур | Второй тур |
| Кол-во голосов | Кандидат         | Партия                    | % голосов  | Кол-во голосов | % голосов  |            |
| -------------- | ---------------- | ------------------------- | ---------- | -------------- | ---------- | ---------- |
|                | Пьер Бургиньон   | Социалистическая партия   | 11 474     | 34,44          | 20 669     | 66,94      |
|                | Катрин Таффоро   | Союз за народное движение | 7 944      | 24,00          | 10 207     | 33,06      |
|                | Юбер Вюльфран    | Коммунистическая партия   | 6 845      | 20,55          |            |            |
|                | Тома Марси       | Демократическое движение  | 1 528      | 4,59           |            |            |
|                | Мартин Кавелье   | Национальный фронт        | 1 496      | 4,49           |            |            |
|                | Жан-Пьер Жиро    | Партия зеленых            | 1 155      | 3,47           |            |            |
|                | Кристин Пупен    | Крайне левые              | 1 075      | 3,23           |            |            |
|                | Хафид Бенсифи    | Крайне левые              | 421        | 1,26           |            |            |
|                | Даниэль Дьёдонне | Крайне левые              | 363        | 1,09           |            |            |
| Прочие         | Прочие           | Прочие                    |            | менее 1 %      |            |            |